# Sauris preptochaetes
Sauris preptochaetes är en fjärilsart som beskrevs av Louis Beethoven Prout 1929. Sauris preptochaetes ingår i släktet Sauris och familjen mätare. Inga underarter finns listade.